# Ô Nha
Chòm sao Ô Nha 烏鴉/烏鵶, (tiếng La Tinh: Corvus) là một trong 48 chòm sao Ptolemy và cũng là một trong 88 chòm sao hiện đại, mang hình ảnh Con Quạ.
Chòm sao này có diện tích 184 độ vuông, nằm trên thiên cầu nam, chiếm vị trí thứ 70 trong danh sách các chòm sao theo diện tích.
Chòm sao Ô Nha nằm kề các chòm sao Xử Nữ, Cự Tước, Trường Xà.

## Thiên thể
Các thiên thể đáng quan tâm
- Sao biến đổi dạng Mira, R Corvi
- Sao biến đổi TV Corvi
- Thiên hà xoắn ốc NGC 4027
- Thiên hà Râu